# Sten Ziegler
Sten Hugo Ziegler (ur. 30 maja 1950 we Fredriksbergu) – duński piłkarz grający na pozycji pomocnika. W swojej karierze rozegrał 20 meczów w reprezentacji Danii.

## Kariera klubowa
Karierę piłkarską Ziegler rozpoczął w klubie Hvidovre IF. W 1969 roku awansował do kadry pierwszego zespołu i wtedy też zadebiutował w pierwszej lidze duńskiej. W 1971 roku wywalczył z Hvidovre wicemistrzostwo kraju, a w 1973 roku został z tym klubem mistrzem Danii.
W 1974 roku Ziegler przeszedł do holenderskiej Rody JC Kerkrade. W Eredivisie zadebiutował 1 września 1979 roku w przegranym 0:4 wyjazdowym meczu z Feyenoordem. Zawodnikiem Rody był przez 5 sezonów. W 1980 roku wrócił do Hvidovre i wtedy też zdobył z nim Puchar Danii.
W 1980 roku Ziegler ponownie trafił do Holandii i został zawodnikiem Ajaksu Amsterdam. W Ajaksie swój debiut zanotował 23 sierpnia 1980 w zwycięskim 4:2 wyjazdowym spotkaniu z Go Ahead Eagles. W sezonie 1981/1982 wywalczył z Ajaksem tytuł mistrza Holandii. Po tym sukcesie wrócił po raz drugi do Hvidovre, gdzie grał do 1983 roku, czyli do zakończenia swojej kariery.
| Sezon   | Klub             | Kraj     | Rozgrywki   | Mecze | Bramki |
| ------- | ---------------- | -------- | ----------- | ----- | ------ |
| 1969    | Hvidovre IF      | Dania    | 1. division | 3     | 0      |
| 1970    | Hvidovre IF      | Dania    | 1. division | 18    | 1      |
| 1971    | Hvidovre IF      | Dania    | 1. division | 15    | 7      |
| 1972    | Hvidovre IF      | Dania    | 1. division | 22    | 5      |
| 1973    | Hvidovre IF      | Dania    | 1. division | 22    | 2      |
| 1974    | Hvidovre IF      | Dania    | 1. division | 9     | 1      |
| 1974/75 | Roda JC Kerkrade | Holandia | Eredivisie  | 29    | 4      |
| 1975/76 | Roda JC Kerkrade | Holandia | Eredivisie  | 26    | 0      |
| 1976/77 | Roda JC Kerkrade | Holandia | Eredivisie  | 34    | 1      |
| 1977/78 | Roda JC Kerkrade | Holandia | Eredivisie  | 34    | 0      |
| 1978/79 | Roda JC Kerkrade | Holandia | Eredivisie  | 32    | 1      |
| 1980    | Hvidovre IF      | Dania    | 1. division | 14    | 1      |
| 1980/81 | AFC Ajax         | Holandia | Eredivisie  | 28    | 1      |
| 1981/82 | AFC Ajax         | Holandia | Eredivisie  | 8     | 0      |
| 1982    | Hvidovre IF      | Dania    | 1. division | 8     | 0      |
| 1983    | Hvidovre IF      | Dania    | 1. division | 28    | 0      |

## Kariera reprezentacyjna
W reprezentacji Danii Ziegler zadebiutował 28 lipca 1971 w zwycięskim 3:2 towarzyskim meczu z Japonią. W 1972 roku wziął udział w Igrzyskach Olimpijskich w Monachium. W swojej karierze grał też w meczach eliminacji do Euro 80 i MŚ 1982, a także Nordyckich Mistrzostw 1978-1980. Od 1971 do 1981 rozegrał w kadrze narodowej 20 meczów. W 9 z nich (lata 1979-1980) był kapitanem.
| Mecze i gole w reprezentacji | Mecze i gole w reprezentacji | Mecze i gole w reprezentacji | Mecze i gole w reprezentacji | Mecze i gole w reprezentacji | Mecze i gole w reprezentacji | Mecze i gole w reprezentacji    |
| #                            | Data                         | Stadion                      | Rywal                        | Wynik                        | Gol                          | Rozgrywki                       |
| 1971                         | 1971                         | 1971                         | 1971                         | 1971                         | 1971                         | 1971                            |
| ---------------------------- | ---------------------------- | ---------------------------- | ---------------------------- | ---------------------------- | ---------------------------- | ------------------------------- |
| 1.                           | 28.07.1971                   | Kopenhaga, Dania             | Japonia                      | 3:2                          | 0                            | towarzyski                      |
| 1972                         |                              |                              |                              |                              |                              |                                 |
| 2.                           | 03.07.1972                   | Reykjavík, Islandia          | Islandia                     | 5:2                          | 0                            | towarzyski                      |
| 3.                           | 16.08.1972                   | Kopenhaga, Dania             | Meksyk                       | 3:0                          | 0                            | towarzyski                      |
| 1974                         |                              |                              |                              |                              |                              |                                 |
| 4.                           | 06.03.1974                   | Lomé, Togo                   | Togo                         | 2:0                          | 0                            | towarzyski                      |
| 5.                           | 10.03.1974                   | Kotonu, Dahomej              | Dahomej                      | 0:2                          | 0                            | towarzyski                      |
| 1979                         |                              |                              |                              |                              |                              |                                 |
| 6.                           | 09.05.1979                   | Kopenhaga, Dania             | Szwecja                      | 2:2                          | 0                            | towarzyski                      |
| 7.                           | 06.06.1979                   | Kopenhaga, Dania             | Irlandia Północna            | 4:0                          | 0                            | el. ME 1980                     |
| 8.                           | 27.06.1979                   | Kopenhaga, Dania             | ZSRR                         | 1:2                          | 0                            | towarzyski                      |
| 9.                           | 29.08.1979                   | Mikkeli, Finlandia           | Finlandia                    | 2:2                          | 0                            | Nordyckie Mistrzostwa 1978-1980 |
| 10.                          | 12.09.1979                   | Londyn, Anglia               | Anglia                       | 0:1                          | 0                            | el. ME 1980                     |
| 11.                          | 26.09.1979                   | Kopenhaga, Dania             | Finlandia                    | 1:0                          | 0                            | Nordyckie Mistrzostwa 1978-1980 |
| 12.                          | 31.10.1979                   | Sofia, Bułgaria              | Bułgaria                     | 0:3                          | 0                            | el. ME 1980                     |
| 13.                          | 24.11.1979                   | Kadyks, Hiszpania            | Hiszpania                    | 3:1                          | 0                            | towarzyski                      |
| 1980                         |                              |                              |                              |                              |                              |                                 |
| 14.                          | 07.05.1980                   | Göteborg, Szwecja            | Szwecja                      | 1:0                          | 0                            | Nordyckie Mistrzostwa 1978-1980 |
| 15.                          | 21.05.1980                   | Kopenhaga, Dania             | Hiszpania                    | 2:2                          | 0                            | towarzyski                      |
| 16.                          | 27.09.1980                   | Lublana, Jugosławia          | Jugosławia                   | 1:2                          | 0                            | el. MŚ 1982                     |
| 17.                          | 15.10.1980                   | Kopenhaga, Dania             | Grecja                       | 0:1                          | 0                            | el. MŚ 1982                     |
| 1981                         |                              |                              |                              |                              |                              |                                 |
| 18.                          | 09.09.1981                   | Kopenhaga, Dania             | Jugosławia                   | 1:2                          | 0                            | el. MŚ 1982                     |
| 19.                          | 23.09.1981                   | Kopenhaga, Dania             | Norwegia                     | 2:1                          | 0                            | el. MŚ 1982                     |
| 20.                          | 14.10.1981                   | Saloniki, Grecja             | Grecja                       | 3:2                          | 0                            | el. MŚ 1982                     |